# لوسیا زاچتی
لوسیا زاچتی ویرایشگر فیلم اهل مونزا ایتالیا است. او فارغ‌التحصیل با مدرک کارشناسی در رشته ویرایش فیلم از دانشگاه وست مینستر است. در سال ۲۰۰۸ او موفق به دریافت بهترین ویرایش جایزه بفتا برای فیلم  پسر آ شد.

## جزئی فیلم شناسی
| سال  | عنوان                  |
| ---- | ---------------------- |
| ۱۹۹۹ | شکارچی موش             |
| ۲۰۰۲ | مرگ طولانی             |
| ۲۰۰۲ | Morvern Callar         |
| ۲۰۰۳ | تنفس                   |
| ۲۰۰۳ | معامله                 |
| ۲۰۰۴ | تاجر ونیزی (فیلم ۲۰۰۴) |
| ۲۰۰۵ | تاجر ونیزی (فیلم ۲۰۰۴) |
| ۲۰۰۶ | ملکه                   |
| ۲۰۰۷ | پسر                    |
| ۲۰۰۹ | محبوب                  |
| ۲۰۱۲ | تغییر بازی             |